# Кирилюк, Макар Александрович
Макар Александрович Кирилюк — советский хозяйственный, государственный и политический деятель, Герой Социалистического Труда.

## Биография
Родился в 1912 году в селе Новоселка. Член КПСС.
С 1929 года — на хозяйственной, общественной и политической работе. В 1929—1972 гг. — колхозник, бригадир, председатель сельскохозяйственной артели в селе Новосёлка Каменец-Подольской области, участник Великой Отечественной войны, командир батареи 120-мм миномёта 992-го стрелкового полка 306-й стрелковой Краснознамённой дивизии, председатель колхоза имени Коминтерна Деражнянского района Хмельницкой области.
Указом Президиума Верховного Совета СССР от 31 декабря 1965 года присвоено звание Героя Социалистического Труда с вручением ордена Ленина и золотой медали «Серп и Молот».
Умер в Новосёлке в 1988 году.